# أبو الخير (مشرع)
أبو الخير، هو ضابط شرطة في حكومة بورما البريطانية انتخب بعد ذلك عضوًا في برلمان اتحاد بورما.

## النشأة
ولدأبو الخير في منغدو في منطقة أكياب في قسم أراكان في بورما (ولاية راخين الآن، ميانمار). خدم في قوة الشرطة الإمبراطورية (جزء من الشرطة الإمبراطورية الهندية) في قسم أراكان، كذلك خدم في مناطق بوثيدونغ، كياوكبيو وساندواي.

## الحياة السياسية
انتخب أبو الخير رئيسًا لمجلس بلدية منغدو في عام 1955. وقد رشحته رابطة الحرية الشعبية المناهضة للفاشية، وهي الحزب السياسي المؤسس لبورما. خلال الانتخابات العامة البورمية، 1956 ، انتخب عضوًا ممثل عن جنوب منغندو في برلمان الاتحاد بورما. حصل على أعلى نسبة تصويت بين المرشحين روهينغيا. قام أبو الخير بإنشاء المدارس ومراكز الامتحانات في جميع أنحاء قسم أراكان.
وشارك أبو الخير في مداولات حول وضع أراكان.